# آببر دين (بيدفوردشير)
آببر دين (بالإنجليزية: Upper Dean)‏ هي قرية تقع في المملكة المتحدة في شرق إنجلترا.